# 古郡ひろみの愛するあなたに
『古郡ひろみの愛するあなたに』（ふるごおりひろみのあいするあなたに）は、Date fm（FM仙台）毎週金曜日12:50〜放送されていたラジオ番組。2010年12月から開始されており、パーソナリティを務める女優の古郡ひろみが毎週リスナーからの「大切な誰かへのメッセージ」を紹介する。

## 関連する出演
パーソナリティ古郡ひろみは仙台出身の女優で地元キー局であるDate fmの他番組にも積極的に生出演しており、他の在東北キー局のFM岩手、FM秋田、FM山形、ふくしまFMにも出演をしている（オフィシャルＨＰ参照）。(ただし、実際にDate FMの他番組に出演したのは番組スタートの宣伝のための数回だけである)

## 楽曲
番組タイトルの「愛するあなたに」は古郡のシングル曲で番組では、『愛するあなたに』、『はじめから』、『もう少しだけ…』など古郡ひろみのオリジナル曲が使われている。
| スタブアイコン | サブスタブ | この項目は、まだ閲覧者の調べものの参照としては役立たない、ラジオ番組に関連した書きかけの項目です。この項目を加筆・訂正などしてくださる協力者を求めています（P:ラジオ/PJ:放送番組）。 |